# 아웃포스트 (2020년 영화)
《아웃포스트》(영어: The Outpost)는 2020년 공개된 미국과 아프가니스탄의 전쟁 드라마 영화이다. 로드 루리가 감독을 맡았으며, 아프가니스탄 전쟁에서 실제로 일어났던 캄데시 전투를 소재로 한 2012년 제이크 태퍼의 논픽션 책 《아웃포스트: 알려지지 않은 미국의 용기》를 원작으로 한다. 스콧 이스트우드, 케일럽 랜드리 존스, 올랜도 블룸, 잭 케시, 코리 하드릭트, 마일로 깁슨 등이 출연한다.
본래 영화는 2020년 사우스 바이 사우스웨스트에서 공개될 예정이였으나, 코로나19 범유행으로 인해 축제가 취소되었다. 이에 따라 2020년 7월 3일 미국에서 일부 극장과 VOD로 공개되었다.

## 출연진
- 스콧 이스트우드 - 클린트 로미샤 역
- 케일럽 랜드리 존스 - 타이 카터 역
- 올랜도 블룸 - 벤저민 D. 키팅 역
- 잭 케시 - 조시 커크 역
- 코리 하드릭트 - 버넌 마틴 역
- 마일로 깁슨 - 로버트 이예스카스 역
- 제이컵 사이피오 - 저스틴 갈레고스 역
- 테일러 존 스미스 - 앤드루 번더먼 역
- 조너선 영거 - 조너선 힐 역
- 알렉산더 아널드 - 크리스 그리핀 역
- 조지 아비드슨 - 크리스 코도바 역
- 윌 애튼버러 - 에드 포크너 역
- 크리스 본 - 스티븐 메이스 역
- 스콧 앨다 커피 - 마이클 스쿠사 역
- 잭 데보스 - 조시 하트 역
- 샤리프 도라니 - 모하메드 역
- 헨리 휴스 - 브래드 라슨 역
- 잭 캘리언 - 셰인 쿠어빌 역
- 보비 록우드 - 케빈 톰슨 역
- 퀘임 패터슨 - 실배니어스 브로워드 역
- 대니얼 로드리게스 - 대니얼 로드리게스 역
- 앨피 스튜어트 - 조어리스 영거 역
- 트레이 터커 - 스토니 포티스 역
- 알레크산다르 알렉크시브 - 야니스 라키스 역
- 제러미 앵 존스 - 조던 웡 역

## 같이 보기
- 캄데시 전투